# ベルリン日独センター

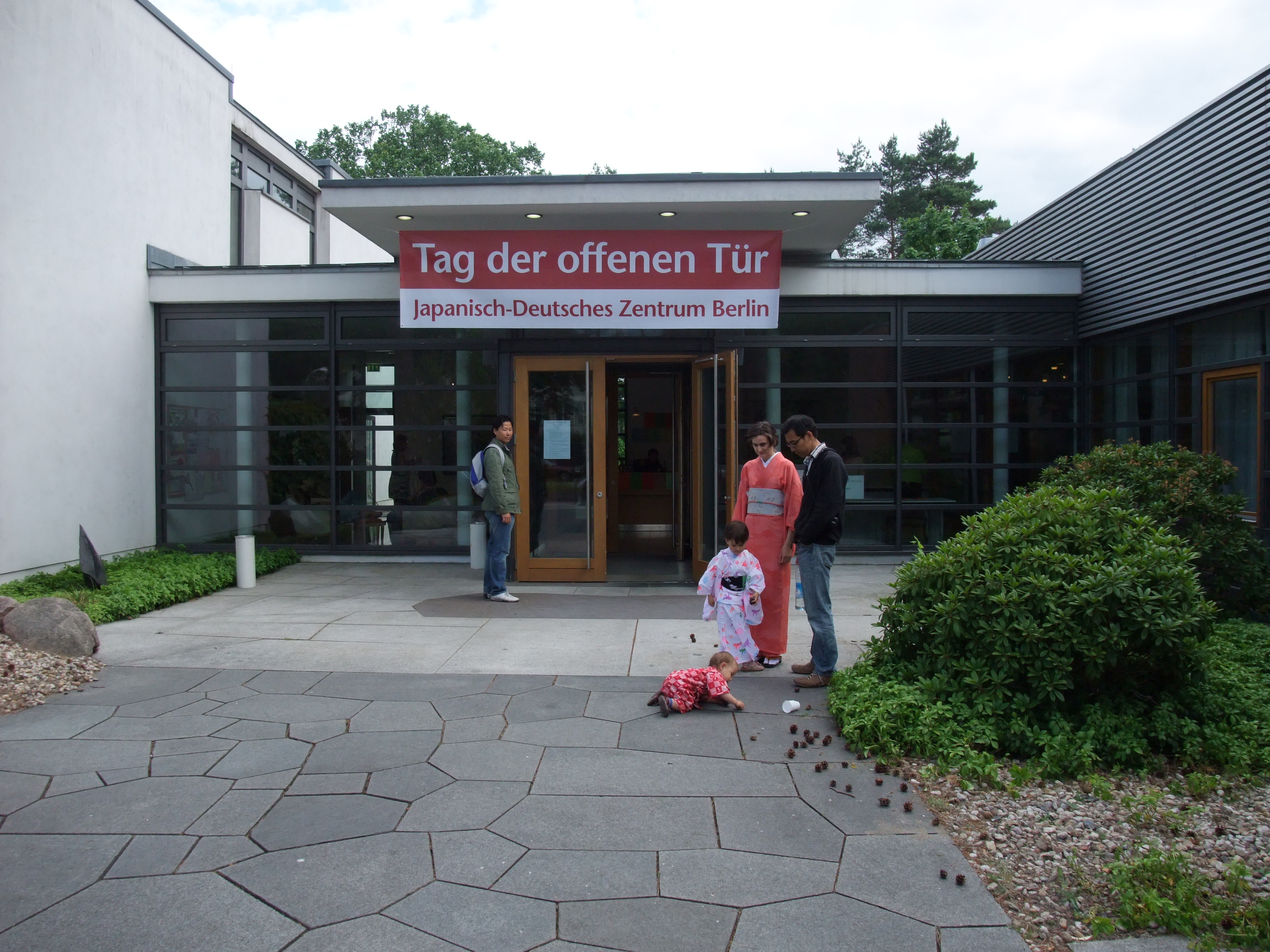
ベルリン日独センター(2010年)

ベルリン日独センター（ベルリンにちどくセンター、ドイツ語：Japanisch-Deutsches Zentrum Berlin、英語：Japanese-German Center Berlin、略称：JDZB）は、日本・ドイツ両国政府の共同出資によって運営される、日独間の学術・文化をはじめとする幅広い知的交流および異文化間交流の促進を目指す財団である。

## 概要
「学術および文化の分野ならびに同分野で経済生活と関連する分野における日独間および国際的な協力を支援し深める」ために会議系事業を中心に文化事業、人的交流事業等多彩な事業を日本およびドイツで実施。事業活動にはアジア太平洋圏全体およびヨーロッパ諸国をも取り込み、国際社会における日独の立場や国際問題に関する日独共同事業のあり方等も取り上げている。
経常予算は日独間で公的資金で折半分担し、運営機関も日独同数で構成する二国間機関で、国際的にみても類似の機関は存在しない。

## 沿革
1983年（昭和58年）開催の第9回先進国首脳会議（ウィリアムズバーク・サミット）の際に中曽根康弘総理大臣とヘルムート・コールドイツ連邦共和国首相が将来へ向けて日独交流を促進・強化することで合意し、ベルリン日独センターが設立された。その際、戦後廃墟のまま残っていた旧日本大使館の建物を修復再利用して活動の拠点とした。その後、東西ドイツが統一してベルリンが統一ドイツの首都に定められ、日本国大使館もボンからベルリンに移転するのに伴い同建物を引き払い、ベルリン自由大学に近接する現在の場所に移転した。
- 1985年（昭和60年）:財団法人ベルリン日独センター設立、仮事務所で事業開始
- 1986年（昭和61年）:旧日本国大使館建物修復再建工事着工
- 1987年（昭和62年）:同建物事務管理棟竣工
- 1988年（昭和63年）:同建物本館竣工
- 1990年（平成2年）:東西ドイツ統一
- 1997年（平成9年）:新事務所増改築工事着工
- 1998年（平成10年）:新事務所へ移転

## 事業

### 会議系事業
毎年20件前後の会議系事業（シンポジウム、ワークショップ、講演会、他）を実施。テーマは社会科学、人文科学、自然科学を問わず日独両国の時局的懸案事項を中心に取り上げる。内容に応じて学者、研究者、政治家、実業家、文化人、ジャーナリスト、学生等が参加。開催地は主にベルリンだが、ベルリン以外のドイツの都市やヨーロッパの都市、また日本でも東京およびその他の都市で実施している。
講演会では歴代の駐独日本国大使をはじめ、海部俊樹（1990年）、黒川紀章（1999年、2005年）、池澤夏樹（2002年）、麻生太郎（2009年）、野依良治（2010年）等が講演している。その他にもヨシュカ・フィッシャー独外相と日独の大学生（2001年）、大江健三郎と多和田葉子（2001年）、多和田葉子と伊藤比呂美（2009年）等の討論会や対談会も実施。江崎玲於奈もベルリン日独センターで開催された日独シンポジウムに参加している（2000年）。
設立25周年の祝賀講演会でヘルムート・シュミット元首相が日独関係に関する講演を行なったのにつづき、設立30週年にはクリスティアン・ヴルフ前大統領が「手を携える日本とドイツ」と題する講演を行なった。

### 人的交流事業
日独青少年交流の相互調整機関として、日独両政府、公益財団、民間企業からの委託事業として毎年複数件の人的交流プログラムを実施。なかでも勤労青年、次世代指導者、若手研究者等青少年の相互交流に重点を置いている。

### 文化事業
日独交流の促進・強化を目的に実施する文化事業の中心は、ベルリン市民を対象とする展覧会、音楽会、朗読会、映画上映会、芝居上演等多彩である。なかでも好評を博しているコンサート「ダーレム音楽の夕べ」は日独の若手演奏家の登竜門として、後に有名になった音楽家を複数名輩出している。チェリストの石坂団十郎も無名時代に「ダーレム音楽の夕べ」に数回出演した。朗読会には丸谷才一（2000年）、谷川俊太郎（2003年）、吉本ばななおよび小野正嗣（ともに2015年）、青山七恵（2018年）、柴崎友香（2019年）が登壇している。また、毎年初夏に開催されるオープンハウスでは和食の屋台、生け花、書道、折り紙、マンガ、けん玉、囲碁といった日本の日常生活の一端をベルリン市民に紹介する。
上皇后美智子の行啓を得た展覧会「赤ずきんと名作絵本の原画たち」（2005年）をはじめ、「トーマス・ヘルツォーク建築展」（2003年）など稀ながら日本で文化事業を実施することもある。

### 日本語講座
日本語を母語としない15歳以上の人を対象とする、独自の教授法に基づく日本語講座を開講。初級から上級まで6段階に分けた講座編成で、１月から12月までの年間カリキュラムである。その他にも書道講座と、テーマ特定の数週間単位の講座も実施。また、日独会議通訳者養成を目指す定期研修会も実施している。

### 図書館業務
一般に公開している開架式図書館は日独関係および日本研究に関する書籍を中心に、日本語、ドイツ語、英語の約9,000冊の蔵書を所有。外部から蔵書をオンライン検索することも可能。

### 出版事業
会議系事業の成果をまとめる『jdzb documentation』および『ベルリン日独センター報告集』の二つのシリーズを発行する以外にも様々な記念出版や、展覧会のカタログ、エディトリアル・ブックアート財団の1997年度ベスト図書設計賞を受賞した『東京・ベルリン──19世紀～20世紀における両都市の関係』（1997年）、日独協会（東京）と共編の『日独交流の架け橋を築いた人々』（2005年）等多数の書籍を刊行している。

## 運営機関
ドイツ財団法に従い、全体理事会および評議会によって運営される。理事、評議員はいずれも日独同人数で、各界の有識者より構成される。
日本側の歴代評議員には実業界の山下勇（1985年～1987年）、鹿内信隆（1985年～1990年）、長岡實（1985年～1999年）、丸田芳郎（1987年～1997年）、大賀典雄（1990年～2005年）、堤清二（1999年～2010年）、樋口廣太郎（2001年～2006年）、文化界の東山魁夷（1985年～1994年）、平山郁夫（1995年～2009年）、政界の大来佐武郎（1985年～1993年）、学界の沢田敏男（1985年～2008年）、小塩節（1985年～2008年）といった日本を代表する要人が数多く含まれる。

## 要人来訪
中曽根康弘元首相は、ベルリン日独センター設立後もベルリン日独センターに対する関心を維持し、コール首相との会談の場として利用（1988年）した以外にも、邦人との懇親会等でベルリン日独センター事業に度々参加している（1992年、1995年、1997年）。リヒャルト・フォン・ヴァイツゼッカー元大統領もベルリン日独センターを訪問している（1993年、1995年）。
ベルリン日独センターは皇室関係者の来訪を受けている。たとえば1987年の竣工式の浩宮徳仁親王列席をはじめ、上皇明仁・上皇后美智子もドイツ訪問の際にベルリン日独センターを邦人との謁見の場とした（1993年）。高円宮憲仁親王は久子妃とともに設立10周年記念式典（1995年）に臨席しただけでなく、ベルリン日独センターが日本に派遣するドイツ青少年団を歓迎する式典で度々スピーチを行なった。秋篠宮文仁親王・紀子妃もベルリン日独センターを訪れている（1999年）。三笠宮崇仁親王も非公式に訪れたことがある。
皇太子徳仁親王は、東日本大震災との関連で2011年6月24日に開催された日独シンポジウム「環境と資源の持続可能性および長期的災害対策に関する日独協力」でスピーチしている。